# Carlo Brisighella
Carlo Brisighella (Ferrara, ca 1630 – Ferrara, 17 aprile 1710) è stato un pittore italiano.

## Biografia
Era figlio di Girolamo e Lucrezia Brisighella, e nipote del pittore Carlo Bononi; con una buona approssimazione si pensa che sia nato qualche anno prima della morte del Bononi, avvenuta nel 1632, perché questi era stato accolto dai Brisighella, quando ormai era vecchio ed ammalato. Tale tesi è anche confortata dal fatto che Carlo Brisighella fu discepolo di Lodovico Lana, morto nel 1646.
L'erudito Girolamo Baruffaldi, che lo conobbe personalmente, lo definì « dilettante oltremodo di pittura », e un conoscitore d'arte, perché il Brisighella aveva composto un manoscritto sulle opere conservate nelle chiese di Ferrara, mai pubblicato e il cui originale risulta perduto. Lo stesso Baruffaldi pensò di metter mano allo scritto, giudicando Brisighella un « buon uomo senza lettere ». L'opera del Baruffaldi, compiuta nel 1724 e intitolata Descrizione delle pitture e sculture che adornano le chiese et oratori di Ferrara, è conservata in due esemplari nelle Biblioteche civiche di Ferrara e di Bologna.
Nel 1696 fece apporre una lapide sulla tomba del Bononi nella chiesa di Santa Maria in Vado. Del prozio aveva anche una raccolta di disegni.
È stato spesso confuso con l'artista veneziano Carlo Brisighella Eismann, operante qualche anno dopo.

## Scritti
- Carlo Brisighella, Descrizione delle pitture e sculture della città di Ferrara, a cura di Maria Angela Novelli, Ferrara, Spazio libri editori, 1991 ISBN 9788885240049